# Valleraugue
Valleraugue is een plaats en voormalige gemeente in het Franse departement Gard (regio Occitanie) en telt 1009 inwoners (1999). De plaats maakt deel uit van het arrondissement Le Vigan. Valleraugue is op 1 januari 2019 gefuseerd met de gemeente Notre-Dame-de-la-Rouvière tot de gemeente Val-d'Aigoual. 

## Geografie
De oppervlakte van Valleraugue bedraagt 77,9 km², de bevolkingsdichtheid is 13,0 inwoners per km².
De onderstaande kaart toont de ligging van Valleraugue met de belangrijkste infrastructuur en aangrenzende gemeenten.

## Demografie
Onderstaande figuur toont het verloop van het inwonertal (bron: INSEE-tellingen).

## Geboren
- Armand de Quatrefages (Berthézene, 1810-1892), arts, wiskundige en natuurwetenschapper